# Elsy Jacobs
Elsy Jacobs (ur. 4 marca 1933 w Garnich, zm. 28 lutego 1998 w Guémené-sur-Scorff) – luksemburska kolarka torowa i szosowa, dwukrotna medalistka szosowych i srebrna medalistka torowych mistrzostw świata.

## Kariera
Pierwszy sukces w karierze Elsy Jacobs osiągnęła w 1958 roku, kiedy na szosowych mistrzostwach świata w Reims zdobyła złoty medal w wyścigu ze startu wspólnego. Konkurencje kobiet debiutowały wtedy na mistrzostwach świata, tym samym Jacobs została pierwszą w historii mistrzynią świata w tej konkurencji. Na rozgrywanych rok później torowych mistrzostwach świata w Amsterdamie zdobyła srebrny medal w indywidualnym wyścigu na dochodzenie, ulegając jedynie Brytyjce Beryl Burton, a wyprzedzając broniąca tytułu z 1958 roku Lubow Koczetową z ZSRR. Ostatni medal wywalczyła podczas szosowych mistrzostw świata w Douglas, gdzie w wyścigu ze startu wspólnego była trzecia za Belgijką Yvonne Reynders oraz Beryl Burton. Na arenie krajowej Jacobs zdobyła łącznie piętnaście złotych medali w kolarstwie szosowym. W wyścigach szosowych startowała głównie w Belgii, wygrywając między innymi kryteria w Genappe i Marneffe w 1966 roku. Nigdy nie wystąpiła na igrzyskach olimpijskich (kobiety zaczęły rywalizację olimpijską w kolarstwie w 1984 roku). W 1958 oku ustanowiła nowy kolarski rekord świata w jeździe godzinnej, który pozostał niepobity do 1972 roku. Do dziś pozostaje najbardziej utytułowaną zawodniczką pochodzącą z Luksemburga. Od 2008 roku w jej rodzinnym Garnich organizowany jej wyścig szosowy Grand Prix Elsy Jacobs.